# Asesinato de Facundo Cabral
El asesinato de Facundo Cabral se produjo el sábado 9 de julio de 2011 en la ciudad de Guatemala.

## Los hechos
El músico argentino se encontraba de gira en el país centroamericano y se alojaba en el hotel Grand Tikal Futura, ubicado en La Calzada Roosevelt, zona 11 de la capital de Guatemala. El hotel está ubicado a la par del Paseo Miraflores. Por la madrugada, a las 5:10 hora local (11:10 GMT), abandona el lugar con la intención de dirigirse en autobús al aeropuerto pero la persona que lo contrató, Henry Fariña, de nacionalidad nicaragüense le ofreció trasladarlo en su vehículo. En el camino, diez minutos después, sobre el Boulevard Liberación zona 9, el automóvil fue emboscado por un grupo de sicarios que le dispararon con fusiles y pistolas. Los asesinos se movilizaban en autos modernos según testigos. Cabral falleció en el acto por un impacto de bala en su cabeza, mientras que Henry Fariña fue herido de gravedad. En total casi 25 balas impactaron en el auto, 3 sobre Cabral.
Hay varias hipótesis sobre el móvil del asesinato. Según el portavoz de la presidencia guatemalteca Ronaldo Robles, el ataque fue dirigido contra el cantante argentino. Otras versiones indican que el nicaragüense Henry Fariña fue el objetivo de los disparos, sobre todo por el análisis de la trayectoria de las balas que apuntan al lugar donde estaba sentado.
El gobierno de Guatemala aseguró el 11 de julio que el blanco del ataque fue Fariña, dueño de clubes nocturnos en Centroamérica y promotor de espectáculos. Además el empresario está siendo investigado por lavado de dinero y narcotráfico.
El crimen lo investigan el Ministerio Público y el Ministerio de la Gobernación de Guatemala y colabora la Comisión Internacional de la ONU.
Una hipótesis es que el Cartel de Sinaloa mandó asesinar al empresario nicaragüense Henry Aquiles Fariña Fonseca y que los sicarios no sabían que iba acompañado del cantautor argentino Facundo Cabral.
El martes 12 de julio de 2011  en un operativo conjunto entre el Ministerio Público y la Comisión Internacional Contra la Impunidad en Guatemala fueron detenidos Elgin Enrique Vargas Hernández y Wilfred Allan Stokes como presuntos responsables de la muerte de Facundo Cabral. Diego Álvarez, portavoz de la Comisión Internacional Contra la Impunidad en Guatemala (CICIG), informó, sobre la captura de estos dos presuntos responsables del asesinato.
Elgin Enrique Vargas Hernández, fue detenido en Altos de Bárcenas 3, y Wilfred Allan Stokes, fue detenido en Villa Hermosa, San Miguel Petapa.  Los indicados serán trasladados a la Torre de Tribunales. Los operativos fueron realizados en conjunto por el Ministerio Público y CICIG.

## Funeral
Los restos estuvieron en un velatorio de Guatemala a la espera de su repatriación. No estuvo abierto al público, pero la gente se acercó para llevar flores y colocar velas.
El gobierno de México facilitó un avión para trasladar el féretro a Buenos Aires, que fue acompañado por Héctor Escobedo, designado por el, en ese entonces, presidente Álvaro Colom para que le entregara el mismo a la familia del cantante. Los trámites de la repatriación estuvieron a cargo de la embajada argentina porque los familiares estaban muy conmocionados como para viajar a Guatemala.